# کنستانتین لاسکاریس
کنستانتین لاسکاریس(به یونانی: Κωνσταντίνος Λάσκαρης)(به انگلیسی: Constantine Laskaris) امپراتور بیزانس به‌مدت چند ماه در ۱۲۰۴ تا اوایل ۱۲۰۵ بود. با این حال در مورد درستی این موضوع اختلاف نظر وجود دارد و همین اختلاف سبب شده‌است تا کنستانتین لاسکاریس در بیشتر موارد جزو امپراتوران بیزانس شمرده نشود.

## زندگینامه
کنستانتین از نجیب‌زادگان نامشهور بیزانس بود و به‌همین سبب اطلاعی در مورد زندگی او تا پیش از چهارمین جنگ صلیبی در دست نیست.
تئودور لاسکاریس ، برادر کنستانتین با خانوادهٔ سلطنتی وصلت کرده بود و داماد آلکسیوس سوم، امپراتور بیزانس شده بود. او در نخستین دوره از محاصرهٔ قسطنطنیه در ۱۲۰۳ فرماندهی ارتشیان حاضر را علیه صلیبیون برعهده داشت اما موفقیتی در شکست حصر شهر به دست نیاورد. او سپس از برادرش کنستانتین خواست تا علیه بورگوندی‌ها دست به حمله زند که او نیز موفقیتی نداشت و در نهایت دستگیر شد، اما پس از چندی آزاد گردید.
صلیبی
ون در ۱۲ آوریل ۱۲۰۴ موفق به فتح قسطنطنیه شده و شروع به غارت شهر کردند. از آنجا که آلکسیوس پنجم، امپراتور وقت از شهر گریخته بود پس مردم در ایا صوفیه گردآمدند تا امپراتور جدیدی را انتخاب کنند و در نهایت از میان دوگزینهٔ کنستانتین لاسکاریس و کنستانتین دوکاس، لاسکاریس را برگزیدند، با این حال کنستانتین از پوشیدن جامهٔ امپراتوری خودداری کرد. سپس ژان دهم، اسقف اعظم قسطنطنیه او را به کنار یک میل سنگی به نام میلیون در این شهر هدایت کرد و کنستانتین از جمعیت گردآمده در آنجا خواست تا با تمام توانشان در برابر تجاوز لاتین‌ها ایستادگی نمایند. اما مردم حاضر نبودند در چنین شرایطی جانشان را به خطر بیندازند و کنستانتین به‌ناچار از وارانژی‌ها تقاضای یاری نمود. آن‌ها پذیرفتند تا در ازای دستمزد بیشتر برای بیزانس بجنگند با این حال به کنستانتین خیانت کرده و با مشاهدهٔ صلیبیون جوشن‌پوش گریختند. کنستانتین لاسکاریس که همه‌چیز را از دست رفته می‌دید دیگر ماندن در پایتخت را جایز ندانست و او هم در نخستین ساعات ۱۳ آوریل ۱۲۰۴ قسطنطنیه را ترک نمود.
با این حال یونانیان به فرماندهی تئودور لاسکاریس خیلی زود در صدد مقاومت در برابر متجاوزان لاتین برآمدند و کنستانتین نیز به آنان پیوست. هانری فلاندرز در ۱۲۰۵ شهر مهم آدرامیتیوم را تصرف کرد و تئودور که در صدد تغییر این شرایط بود کنستانتین را به‌عنوان فرماندهٔ سپاه همراه با لشکر عظیمی به سوی شهر روانه ساخت. با این حال فلاندرز که از طریق منابع ارمنی به این حمله پی برده بود خود را آمادهٔ رویارویی با یونانیان ساخت. در ۱۹ مارس ۱۲۰۵ جنگ بین دو طرف در نزدیکی شهر اشغال‌شده درگرفت که به شکست سنگین کنستانتین و نیروهای یونانی انجامید و بسیاری از آنان کشته یا دستگیر شدند.
از سرنوشت کنستانتین نیز پس از این نبرد اطلاعی در دست نیست و احتمال دارد که او نیز کشته یا دستگیر شده باشد.

## اختلاف‌نظر در مورد امپراتوری کنستانتین
تنها منبعی که رسیدن کنستانتین لاسکاریس به امپراتوری را بیان کرده شاهدی عینی به نام نیکِتاس کونیاتِس است که وقایع مربوط به سقوط قسطنطنیه را تعریف کرده‌است. اما باتوجه به جایگاه پایینتر کنستانتین نسبت به برادرش تئودور لاسکاریس، در بارهٔ درستی این ادعا اختلاف نظر وجود دارد و افرادی همچون سر استیون رانسیمن و دانلد کوئلر معتقدند که در اصل این تئودور بود که در کلیسای ایا صوفیه به امپراتوری بیزانس رسید و نه برادرش کنستانتین. همچنین کنستانتین بر خلاف دیگر امپراتوران بیزانس فاقد عددی در انتهای نامش است چون اگر او را کنستانتین یازدهم نامیده بودند پس کنستانتین یازدهم پالایولوگوس، آخرین امپراتور بیزانس باید کنستانتین دوازدهم نامیده می‌شد که چنین نیست.